# Villesiscle
Villesiscle  ist eine Gemeinde mit 366 Einwohnern (Stand: 1. Januar 2022) im Westen des Départements Aude in der südfranzösischen Region Okzitanien (vor 2016: Languedoc-Roussillon). Die Gemeinde gehört zum Arrondissement Carcassonne und zum Kanton La Piège au Razès. Die Einwohner werden Villesisclois genannt.

## Lage
Villesiscle etwa 21 Kilometer westlich von Carcassonne. Umgeben wird Villesiscle von den Nachbargemeinden Bram im Norden und Nordosten, Montréal im Osten und Süden, Fanjeaux im Südwesten sowie Villasavary im Westen.
Am nordöstlichen Rand der Gemeinde führt die Autoroute A61 entlang.

## Bevölkerungsentwicklung
| Jahr                       | 1962 | 1968 | 1975 | 1982 | 1990 | 1999 | 2006 | 2019 |
| Einwohner                  | 272  | 247  | 183  | 217  | 267  | 280  | 325  | 388  |
| Quellen: Cassini und INSEE |      |      |      |      |      |      |      |      |

## Sehenswürdigkeiten
- Kirche Saint-Antoine aus dem 19. Jahrhundert